# Mireia Ros
Lídia Senties i Tamborero, més coneguda pel nom artístic de Mireia Ros, (Barcelona, 3 de desembre de 1956) és una actriu, productora i directora de cinema, teatre i televisió catalana.
A finals de la dècada de 1970 va ser una de les cares més visibles del període del destape espanyol en films com Alícia a l'Espanya de les meravelles, i posteriorment va aparèixer en pel·lícules com Putapela, Hay que zurrar a los pobres, Les mans buides o [REC]³ Gènesi. La seva figura, això no obstant, ha destacat sobretot des de mitjans de la dècada de 1990 com a directora dels llargmetratges La Monyos (1997), El triunfo (2006); del telefilm El zoo d'en Pitus (2000) i del documental Barcelona, abans que el temps ho esborri (2010), guanyador d'un premi Gaudí l'any 2012.

## Trajectòria
Senties va iniciar la seva trajectòria cinematogràfica en pel·lícules eròtiques (cinema S) i reportatges fotogràfics de destape propis de la Transició espanyola, en revistes com Interviú, Fotogramas, Lib, Vale, o Party, tot esdevenint una dels màxims exponents d'aquests gèneres. En aquell moment va adoptar el nom de Mireia Ros (també Mireya Ros i Mireia Ross en algunes publicacions). El seu debut es va produir a finals de la dècada de 1970 amb films com l'eròtic homosexual Jill i el musical Una loca extravagancia sexy, ambdós dirigits el 1978 pel director Enrique Guevara. Un any després va protagonitzar la pel·lícula d'èxit dirigida per Jordi Feliu Alícia a l'Espanya de les meravelles (1979), considerada el primer atac frontal del cinema espanyol contra el franquisme i obra de culte del gènere destape.
A partir d'aquell moment la seva activitat interpretativa es va accentuar amb treballs a la pantalla gran com La larga noche de los bastones blancos, de Javier Elorrieta (1979), Sus años dorados, d'Emilio Martínez-Lázaro (1980), o la Putapela, de Jordi Bayona —on va coincidir amb Ovidi Montllor. Tanmateix, també va començar a aparèixer en sèries televisives com Gran Teatre (1981), Cosas de dos (1984) o Planeta Imaginari (1985).
Entrada la dècada de 1990, Ros va diversificar encara més la seva participació en la indústria cinematgràfica i televisiva amb les seves primeres direccions. Prèviament havia debutat dirigint el curtmetratge Un adiós a Steve McQueen (1980). El seu primer llargmetratge, La Monyos (1996), va tenir el suport financer del modista Adolfo Domínguez i va ser nominat als premis de millor directora novella del Festival Internacional de Chicago de 1997 i dels premis Goya de 1998.
Durant aquest període també va fundar, amb la productora Marta Figueras, l'empresa Bailando con todos, iniciada el 1992 i amb la qual ha col·laborat en bona part dels seus projectes posteriors. En col·laboració amb Televisió de Catalunya i la seva empresa va realitzar Junts (1999) i l'adaptació a la pantalla petita d'El zoo d'en Pitus (2000).
Més endavant va participar com a actriu en diverses sèries televisives i en films com Sincopat (2002), Les mans buides (2003), Animales de compañía (2008, nominada a l'Espiga d'Or de la Setmana Internacional de Cinema de Valladolid de 2008) o [REC]³ Gènesis (2012). També va dirigir, per altra banda, El triunfo (2006), Wendy (2009) i el documental en sèpia Barcelona, abans que el temps ho esborri (2011), coproduït amb TV3 i guanyador del Gaudí a la millor pel·lícula documental de 2012.
Al teatre dirigeix Assange, el poder de la informació al teatre Gaudí de Barcelona.